# Lioconcha macaulayi
Lioconcha macaulayi is een tweekleppigensoort uit de familie van de Veneridae. De wetenschappelijke naam van de soort is voor het eerst geldig gepubliceerd in 2002 door Lamprell & Healy.